# Can (группа)
Can — экспериментальная рок-группа, основанная в 1968 году в Западной Германии. Один из наиболее влиятельных краутрок-коллективов, сочетавший элементы этнической музыки и минимализма.
Музыка Can строилась на свободной импровизации и обработке; этот принцип был обозначен басистом Хольгером Шукаем как «мгновенные композиции» (англ. «instant compositions»). Коммерческий успех группы был случайным (в национальные чарты попадали синглы «Spoon» и «I Want More»). Однако, такие альбомы, как «Tago Mago» (1971) и «Ege Bamyasi» (1972), оказали значительное влияние на авангард, эмбиент, нью-вейв, экспериментальную, андерграудную и электронную музыку.

## История

### Ранние годы: 1968—1970
Группа Can сформировалась в 1968 году в Кёльне. В неё вошли бас-гитарист Хольгер Шукай, клавишник Ирмин Шмидт (оба были учителями музыки, ранее учившимися у Карлхайнца Штокхаузена), гитарист Михаэль Кароли (ученик Шукая), барабанщик Яки Либецайт, а также Дэвид Джонсон (также ученик Штокхаузена, американский композитор, флейтист и электронщик), который покинул группу в конце 1968 года после того, как стиль группы стал сдвигаться в направлении рок-музыки — до этого Шукай и Шмидт ориентировались преимущественно на классический авангард, Либецайт играл в различных джазовых коллективах. 
До названия CAN группа называлась Inner Space и The Can, впоследствии Либецайт предложил бэкроним названия CAN как «Коммунизм, Анархизм, Нигилизм».
В июне 1968 года состоялась первая запись CAN, сделанная во время выступления на выставке современного искусства с приглашённым вокалистом и музыкантом Манни Лёэ (нем. Manni Löhe) (перкуссия, вокал, флейты) и представлявшая собой сплошную импровизацию. Впоследствии этот альбом был выпущен под названием Prehistoric future. 
Осенью 1968 года в группу вошёл творческий, ритмичный, но непостоянный и конфликтный Малкольм Муни, скульптор из Нью-Йорка, с которым был записан материал для альбома Prepared to Meet Thy Pnoom. Этот первый альбом был отклонён звукозаписывающей компанией. Две композиции из Prepared to Meet Thy Pnoom («Father Cannot Yell» и «Outside My Door») вошли в альбом 1969 года Monster Movie, остальные композиции, записанные в то же время, были изданы лишь в 1981 году под названием Delay 1968. Причудливый речитатив Муни усиливал странность и гипнотизм музыки, созданной под влиянием гараж-рока, фанка и психоделик-рока. Основой в музыке Can была ритм-секция (бас и барабаны), особенно в двадцатиминутной композиции «Yoo Doo Right» (фрагмент шестичасовой записи, сокращённой до размера стороны пластинки). Ведущим двигателем музыки был Либецайт, один из величайших рок-барабанщиков.
Вскоре Муни по совету психиатра был вынужден оставить группу и вернуться в Америку. На смену ему пришёл Кэндзи «Дамо» Судзуки, молодой японец, скитавшийся по Европе и выступавший как уличный музыкант (Хольгер Шукай и Яки Либецайт заметили его выступление, когда сидели в мюнхенском кафе). Несмотря на то что Дамо знал лишь несколько гитарных аккордов и придумывал слова песен на ходу, он был приглашён в группу, и, приняв приглашение, в этот же вечер выступил как вокалист на концерте CAN. Первый альбом с участием Судзуки — Soundtracks (1970) — сборник записей к кинофильмам — в который вошли и две композиции, записанные с Малкольмом Муни. Судзуки пел преимущественно на английском языке, хотя периодически и на японском (например, в «Oh Yeah» и «Doko E»).

### Классические годы: 1971 — 1973
За следующие несколько лет группа записала свои наиболее признанные работы, внёсшие значительный вклад в формирование жанра краутрок. В то время как песни в ранних альбомах Can имели традиционную структуру, стиль композиций, записанных в середине карьеры коллектива, стал крайне изменчиво-импровизационным. Двойной альбом Tago Mago (1971) — инновационная, влиятельная и крайне нетрадиционная запись, основанная на очень ритмичной джазоподобной перкуссии, гитарной импровизации и клавишных соло (часто переплетающихся между собой), композиционной постобработке записанного материала и необычном вокале Судзуки.
За Tago Mago последовал альбом Ege Bamyasi (1972), более доступная, но всё ещё авангардная запись, в которую вошли популярные «Vitamin C» и «Spoon» (хит, попавший в Top 40 German). Запись Ege Bamyasi ознаменовалась переездом группы в феврале 1972 года в новую, тогда ещё даже неотапливаемую, кёльнскую студию Inner Space, переоборудованную из бывшего кинотеатра (предыдущую базу в замке Нёрфених коллективу пришлось покинуть из-за прекращения субсидирования неким меценатом). Следующий альбом Future Days (1973), стал одной из ранних записей в стиле эмбиент, и, вероятно, наиболее оценён критикой. Вскоре после этой записи Судзуки женился, вступил в религиозное объединение «Свидетели Иеговы» и покинул Can. Вокал взяли на себя Кароли и Шмидт; однако, с уходом Судзуки, в записях Can стало меньше вокала, коллектив продолжал экспериментировать с эмбиентом.

### Поздние годы: 1974 — 1979
Soon Over Babaluma (1974) продолжил эмбиентное звучание Future Days, вместе с тем вернув некоторые черты Tago Mago и Ege Bamyasi. В 1975 году Can стали сотрудничать с Virgin Records в Великобритании и EMI/Harvest в Германии. Альбомы Landed (1975) и Flow Motion (1976) обозначили движение Can в сторону более обычного стиля, с улучшением качества звукозаписывающей техники. Так, диско-сингл «I Want More» из альбома Flow Motion, написанный звукоинженером Can Петером Гилмором, стал единственным хитом группы за пределами Германии, занял #26 в британских чартах августа 1976, после чего Can были приглашены в Top of the Pops. В 1977 к Can присоединились бывший басист группы Traffic Роско Джи (Rosko Gee) и перкуссионист Рибоп Кваку Баах (Rebop Kwaku Baah), взявшие на себя вокал в Saw Delight (1977), Out of Reach (1978) и Can (1979). В этот период Шукай практически отошёл от деятельности в группе из-за недовольства вмешательством жены Шмидта в творчество коллектива: фактически, он лишь производил звуки, используя коротковолновое радио, телеграфные ключи, магнитофоны и другие звуковые устройства. Он покинул Can в конце 1977 и не появлялся в альбомах Out of Reach и Can, хотя принял некоторое участие в издании последнего альбома. После этого в работе Can наступил перерыв, хотя музыканты продолжали сотрудничать в сольных проектах.

### После распада и воссоединения: 1980 и далее
После распада, члены группы участвовали в различных музыкальных проектах, зачастую как сессионные музыканты в сотрудничестве с другими исполнителями. В 1986 году группа воссоединилась на короткое время, записав со своим первым вокалистом Малкольмом Муни альбом Rite Time (изданный в 1989 году). Ещё раз коллектив собирался в 1991 году для записи композиции к фильму Вима Вендерса Когда наступит конец света, после этого Can выпускали многочисленные сборники, концертные записи и семплы.
В 1999 году четыре основных члена Can, Кароли, Либецайт, Шмидт и Шукай, выступили на общем концерте, каждый со своим сольным проектом (Sofortkontakt, Club Off Chaos, Kumo и U-She соответственно). Михаэль Кароли умер 17 ноября 2001 года после продолжительной борьбы с раком. В 2004 году группа начала серию переизданий альбомов в формате Super Audio CD, которая завершилась в 2006.
Хольгер Шукай записал несколько сольных альбомов в стиле эмбиент, сотрудничая с рядом музыкантов (в том числе Дэвидом Сильвианом). Яки Либецайт работал как сессионный музыкант в множестве проектов (с басистами Джа Уобблом и Биллом Ласвеллом, Бернтом Фридманом и т. д.), с группой Phantomband, ансамблем барабанщиков Drums of Chaos, и, в 2005 году, с Datenverarbeiter (онлайн-альбом Givt). Михаэль Кароли, наряду с активной сессионной деятельностью (в том числе с Damo Suzuki’s Network), записал сольный поп-альбом с вокалисткой Полли Элтес, а в 1999 году для серии концертных выступлений с Can организовал коллектив Sofortkontakt! с Марком Спайбеем (Dead Voices on Air, Zoviet-France и др.), Александром Шонертом, Феликсом Гуттиересом (Jelly Planet) и Манджао Фати. Ирмин Шмидт сотрудничал с барабанщиком Мартином Аткинсом, спродюсировав на его лейбле Invisible Records ремикс для индустриальной группы The Damage Manual, кавер Banging the Door для трибьют-альбома Public Image Ltd. Дамо Судзуки вернулся к музыкальной деятельности в 1983, и с тех пор выступает с импровизационными концертами по всему миру, сотрудничая с музыкантами и группами из разных стран (Damo Suzuki’s Network) и периодически выпуская концертные альбомы. Малкольм Муни, уехав из Германии в декабре 1969, продолжил занятия искусством, в 1998 году как певец сотрудничал с группой Tenth Planet. Роско Джи с 1995 года работает басистом в составе оркестра на Harald Schmidt’s TV show. Рибоп Кваку Баах умер в 1983 году от внутримозгового кровоизлияния.
В 2012 году был выпущен сборник ранее не издававшихся студийных и концертных записей группы, получивший название The Lost Tapes. В начале 2013 года вышел мини-альбом Шмидта и Либецайта в сотрудничестве с Бернтом Фридманом и Джоно Подмором Cyclopean.
22 января 2017 года, незадолго до запланированного совместного концерта с Ирмином Шмидтом, Малкольмом Муни и лидером Sonic Youth Тёрстоном Муром, скончался Яки Либецайт. 5 сентября этого же года, вслед за своей супругой и соавтором U-She, скончался Хольгер Шукай.

## Влияние
Ведущие музыканты, работающие в жанре пост-панк — The Fall, Public Image Ltd., Siouxsie and the Banshees, At the Drive-In, Joy Division, а также David Bowie, Talking Heads, The Stone Roses и Primal Scream, указывали на влияние Can на их творчество. Брайан Ино посвятил Can короткий фильм, Джон Фрушанте из Red Hot Chili Peppers участвовал во вручении награды коллективу на церемонии Echo Awards, наиболее престижной германской музыкальной премии, отдав дань уважения гитаристу Михаэлю Кароли.
Джон Лайдон, бывший член Sex Pistols, сформировал Public Image Limited из пяти музыкантов по аналогии с составом Can начала 1970-х. В то время Лайдон обсуждался как возможный вокалист Can, но дальше обсуждения дело не пошло. Другой член Public Image Limited, Джа Уоббл, сотрудничал с членами Can в своих сольных проектах.
Во время тура в поддержку альбома Kid A, группа Radiohead исполняла кавер-версию «Thief» из альбома Can Delay 1968, и указывала на влияние Can на своё творчество. Марк Смит из The Fall посвятил Судзуки песню «I Am Damo Suzuki» в альбоме This Nation’s Saving Grace (1985). The Jesus and Mary Chain исполняли вживую кавер-версию «Mushroom» в середине 1980-х. The Flaming Lips написали песню «Take Meta Mars» (альбом In a Priest Driven Ambulance), услышав «Mushroom» лишь один раз; песни имеют большое сходство.
Как минимум 4 заметные группы назвали себя в честь Can: The Mooney Suzuki посвятили название Малкольму Муни и Дамо Судзуки; инди-рок-группа Spoon — хиту Can «Spoon», электронная группа Egebamyasi, образованная шотландским музыкантом Mr Egg — альбому Can Ege Bamyasi, австралийцы Hunters & Collectors — песне из альбома Landed, а британцы Moonshake — песне из альбома Future Days.
Шотландский писатель Алан Уорнер (р. 1964), написал два романа, посвящённые членам Can: «Морверн Каллар» — Хольгеру Шукаю, «Человек, который идёт» (англ. The Man Who Walks) — Михаэлю Кароли.
Альбом Sacrilege, сборник ремиксов на композиции Can, записан музыкантами, на которых Can оказали влияние, в том числе группами Sonic Youth и U.N.K.L.E.. Этномузыкологические тенденции Can предвосхитили повальное увлечение этнической музыкой в 1980-х. Хотя Can далеко не столь влиятельны в электронной музыке, как Kraftwerk, они, наряду с Kraftwerk и Tangerine Dream, были одними из первооткрывателей эмбиента.
Группы, работающие в жанре пост-рок (The Mars Volta), обращаются к наследию Can как влиятельной части краут-рок сцены. Рэпер Канье Уэст семплировал «Sing Swan Song» для своей песни «Drunk & Hot Girls» из альбома Graduation (2007). Ню-краутрок пионеры Die Plankton указывают на большое влияние Can, наряду с Faust и Neu!.
Помимо этого, Can также оказали влияние на «классических» авангардных композиторов — Бернарда Ланга и Карлхайнца Эссла.

## Участники группы

### Основной состав
- Хольгер Шукай (нем. Holger Czukay) — бас-гитара, звукорежиссёр, электроника, вокал, валторна (1968—1977, 1986—1991)
- Михаэль Кароли (нем. Michael Karoli) — гитара, скрипка, вокал (1968—1979, 1986—1991, 1999)
- Яки Либецайт (нем. Jaki Liebezeit) — ударные, перкуссия, духовые (1968—1979, 1986—1991, 1999)
- Ирмин Шмидт (нем. Irmin Schmidt) — клавиши (1968—1979, 1986—1991, 1999)

### Другие участники
- Дэвид Джонсон (англ. David C. Johnson) — язычковые, духовые инструменты, работа с электроникой и магнитными плёнками (1968—1969)
- Малкольм Муни (нем. Malcolm Mooney) — вокал (1968—1970, 1989)
- Дамо Судзуки (нем. Damo Suzuki) — вокал (1970—1973)
- Роско Джи (англ. Rosko Gee) — бас, вокал (1977—1979)
- Рибоп Куаку Баа (англ. Rebop Kwaku Baah) — перкуссия, вокал (1977—1979)

### Эпизодические участники
- Манни Лёэ (нем. Manni Löhe) — вокал, перкуссия, флейта (1968)
- Дункан Фелоуэлл (англ. Duncan Fallowell) — автор текстов песен (1974)
- Питер Гилмор (англ. Peter Gilmour) — автор текстов песен (конец 1970-х)
- Рене Тиннер (швед. René Tinner) — звукорежиссёр (начиная с 1973)
- Олаф Кюблер (нем. Olaf Kübler) из Amon Düül — тенор-саксофон (1975)
- Тим Хардин (англ. Tim Hardin) — вокал, гитара (ноябрь 1975)
- Тайгэ Радж Раджа Рэтнам (англ. Thaiga Raj Raja Ratnam) — вокал (январь-март 1976)
- Майкл Казинс (англ. Michael Cousins) — вокал (март-апрель 1976)

## Дискография
Студийные альбомы: 
- 1969 — Monster Movie (Liberty Records)
- 1970 — Soundtracks (Liberty)
- 1971 — Tago Mago (United Artists)
- 1972 — Ege Bamyasi (United Artists)
- 1973 — Future Days (United Artists)
- 1974 — Soon Over Babaluma (United Artists)
- 1975 — Landed (Virgin, UK/Harvest, Ger.)
- 1976 — Flow Motion (Virgin, UK/Harvest, Ger.)
- 1977 — Saw Delight (Virgin, UK/Harvest, Ger.)
- 1978 — Out of Reach (Harvest)
- 1979 — Can (Harvest/Peters International)
- 1989 — Rite Time (Mercury)